# Высоковольтная линия постоянного тока Экибастуз — Центр
Высоковольтная линия постоянного тока Экибастуз-Центр — недостроенная линия электропередачи постоянного тока между Экибастузом в Казахстане и Тамбовом в России.  Разработка проекта была начата в СССР в 1970 году, строительство  началось в 1978 году. Планировалось построить линию длиной 2414 километров, а максимальная мощность передачи должна была составить 6 000 МВт, что делало эту ППТ самой длинной и мощной в мире. Напряжение между полюсом и землей — 750 кВ (соответственно, 1 500 кВ между полюсами), каждый полюс состоит из пяти проводов марки АСО-1200.  К моменту ввода в эксплуатацию, планировавшегося на 1992-1995 гг. данная ЛЭП обладала бы наибольшей разностью потенциалов между проводами. Всего должно было быть установлено около 4000 опор высотой 41 м. Было построено 1200 километров линии, включая переход через Волгу недалеко от Вольска — для него в 1989—1991 годах были возведены переходные опоры высотой 124 м. На 80% выполнен объём строительно-монтажных работ на преобразовательной подстанции в Экибастузе, однако в 1991 году, в связи с распадом СССР строительство было заморожено.
В 2012 году эти переходные опоры были задействованы для новой ЛЭП переменного тока 500 кВ «Балаковская АЭС — Курдюм — Фролово», которая позволила организовать выдачу мощности Балаковской АЭС в объединённые энергосистемы Волги и Центра.